# Louis-Henri Lemirre
Louis-Henri Lemirre (* 8. April 1929 in Vire; † 1. August 2000 ebenda) war ein französischer Bogenschütze.
Lemirre, der La ligue del'arc du Normandie repräsentierte, nahm an den Olympischen Spielen 1972 in München teil und beendete den Wettkampf im Bogenschießen auf Rang 42.
Außerhalb des Sports war Lemirre als Maler bekannt.